# Aitor Moll Sarasola
Javier Aitor Moll Sarasola (Las Palmas de Gran Canaria, 1979) es un periodista, empresario y editor español, Consejero Delegado de Prensa Ibérica desde diciembre de 2014.

## Biografía

### Familia
Es hijo del empresario de medios de comunicación Francisco Javier Moll de Miguel y de la empresaria María Aránzazu Sarasola Ormazábal.

### Educación
Aitor Moll es licenciado en Periodismo por la Universidad Ramon Llull y posee un máster por la IESE Business School.

### Trayectoria profesional
En su trayectoria profesional se incluye el ejercicio del periodismo en La Nueva España, perteneciente a Prensa Ibérica, grupo del que es consejero delegado. También es Consejero Delegado de Grupo Zeta. Además se encuentra vinculado a la Asociación Española de Directivos (AED) donde se destaca la importancia de la transformación digital y los valores empresariales para la sociedad.